# Orizzonti perduti (fumetto)
Orizzonti perduti / Falka (Horizontes perdidos / Falka) è una serie a fumetti di fantascienza in otto volumi, sceneggiata e disegnata da Giovanni (Juan) Zanotto tra il 1993 e il 2003, ed edita in Italia da Eura Editoriale.
La protagonista è l'amazzone aliena umanoide Falka; infatti dopo i primi 5 episodi la serie Orizzonti perduti cambia titolo, diventando semplicemente Falka per altri 3 episodi.

## Trama
In realtà sotto le formose apparenze della bella donna guerriera si nasconde il tenente Dan Darnell della Confederazione Galattica, il quale durante una missione di guerra sul pianeta Alphard IV sperimenta su di sé il prototipo di un convertitore biomolecolare portatile per camuffarsi davanti ai suoi inseguitori (episodio 1). Darnell non riesce a invertire la trasformazione prima che questa diventi irreversibile: in una serie di vicissitudini perde e ritrova due volte il bioconvertitore, ma prima è scarica la batteria, poi il dispositivo viene danneggiato irrimediabilmente in una sparatoria.
Nonostante l'angoscia per la sua situazione, Falka sfrutta con disinvoltura le sue nuove sembianze femminili per entrare nella città delle amazzoni e liberare la sua compagna di missione Beverly Witheld. Anche quando alla fine Falka e Bev verranno salvate da una squadra di soccorso della loro stazione orbitante, non ci sarà più nulla da fare per restituire al tenente Darnell il suo corpo maschile; egli si vede dunque costretto a restare donna per il resto della sua vita (episodio 2).
Dopo un breve soggiorno sul pianeta centrale della Confederazione, Darnell torna in missione su Alphard IV come amazzone Falka (episodio 3), ruolo al quale si adatta sempre più negli episodi successivi. Viene accettata dalle amazzoni come una di loro e ha addirittura l'opportunità di diventarne la regina, ma vi rinuncia per introdurre la democrazia nella loro società (episodi 4 e 5).
Abbandonata la città delle amazzoni, Falka si avventura solitaria nell'altro emisfero del pianeta (episodi 6-8). In questi ultimi tre episodi dal titolo ormai diverso non viene più menzionato esplicitamente che Falka era un uomo, anche se vi sono vari cenni a un suo passato misterioso, al fatto che non sia nata amazzone bensì sia venuta dai pianeti centrali, a un peso che porta in sé, ecc.
La serie consiste in una pentalogia e una trilogia abbastanza compiute, ma diversi spunti sono rimasti irrisolti senza un seguito per la morte dell'autore. Il finale dell'ultimo episodio è aperto.

## Temi
L'ambientazione non manca dei classici temi cari alla fantascienza, ma la particolarità della storia è soprattutto il cambiamento di sesso e di vita del tenente Darnell, che porta a numerosi spunti erotici. Per la sua avvenenza Falka viene insidiata continuamente dagli uomini che incontra. Riesce a tenerli a distanza solo a malapena, mentre verso la fine del secondo episodio ricambia volentieri l'amore saffico di due giovani amazzoni e continua a desiderare Beverly. Alla metà dello stesso episodio, nonostante le istruzioni del bioconvertitore spiegassero che questo modifichi solo l'aspetto fisico e non la personalità (perlomeno durante la fase reversibile della trasformazione), il cambiamento avvenuto nel suo corpo conduce Falka a non riuscire a trattenere un'inaspettata attrazione per un personaggio maschile. Questi però muore poco dopo, e negli episodi successivi non si ripete una vicenda simile: Falka è ferrea nel respingere le numerose avances dei vari uomini che incontra. In compenso negli ultimi due volumi scopre una vena materna nei confronti di un'orfana.

## Citazioni e riferimenti ad altre opere
Il nome della stazione orbitante Shangri-La dalla quale partono Dan e Beverly è un omaggio al romanzo Orizzonte perduto di James Hilton (1933).
Nel fumetto compare Yor, personaggio del fumetto Yor, il cacciatore sempre dello stesso Zanotto e di Ray Collins, pubblicato dalla stessa casa editrice, l'Eura Editoriale.